# Sveriges mästerkock, säsong 6 (2016)
Den sjätte säsongen av Sveriges mästerkock sändes mellan 13 januari och 6 april 2016 på TV4 med programtiden 20:00 på onsdagar. Leif Mannerström, Markus Aujalay och Mischa Billing återvände som domare i juryn denna säsongen.

## Auditionturnén
Auditionturnén i denna säsong tog plats i Stockholm, Göteborg och Helsingborg med slutkvalet i Gävle under avsnitt 1–4 som sändes 13–14 samt 20–21 januari 2016.
| Stad        | Plats              | Sändningsdatum     | Förkläden      |
| ----------- | ------------------ | ------------------ | -------------- |
| Stockholm   | Clarion Hotel Sign | 13 januari 2016    | 21             |
| Göteborg    | Brewhouse          | 14 januari 2016    | 9              |
| Helsingborg | Sundspärlan        | 14 januari 2016    | 10             |
| Gävle       | Gasklockorna       | 20–21 januari 2016 | 12 finalister. |

Slutkvalet, avsnitt 3 och 4: 20–21 januari 2016

De 40 amatörkockarna som blev kallade till slutkvalet i Gävle fick delta i tävlingar om att bli en av de 12 finalisterna.
- Tillaga en valfri rätt med ägg.
- Vispa en bearnaisesås.
- Tillaga en Biff Rydberg.
- Tillaga en valfri huvudrätt med kyckling.

## Topp 12
| Deltagare         | Ålder | Bostad    | Sysselsättning        | Resultat                    |
| ----------------- | ----- | --------- | --------------------- | --------------------------- |
| Linn Gräsberg     | 18    | Nittorp   | Studerande            | Eliminerad den 27 januari.  |
| Jenny Niska       | 36    | Piteå     | Sommelier             | Eliminerad den 3 februari.  |
| Rizwan Qadery     | 23    | Stockholm | Studerande            | Eliminerad den 10 februari. |
| Hassan Roshandel  | 55    | Jönköping | Skräddare             | Eliminerad den 17 februari. |
| Joacim Grubbström | 37    | Göteborg  | Arbetsmiljöspecialist | Eliminerad den 24 februari. |
| Sami Yousri       | 44    | Göteborg  | Operasångare          | Eliminerad den 2 mars.      |
| Mikaela Hedenskog | 26    | Göteborg  | Inköpsassistent       | Eliminerad den 9 mars.      |
| Elin Fridolfsson  | 21    | Kalmar    | Mångsysslare          | Eliminerad den 16 mars.     |
| Paul Kühlhorn     | 44    | Stockholm | Grafisk formgivare    | Eliminerad den 23 mars.     |
| Sofie Gudmundsson | 24    | Malmö     | Projektledare         | Eliminerad den 30 mars.     |
| Daniel Lakatosz   | 27    | Haninge   | Hovmästare            | Andra plats den 6 april.    |
| Catarina König    | 31    | Sigtuna   | Butiksägare           | Sveriges mästerkock 2016    |

## Sammanfattning
| Plats | Deltagare | Avsnitt | Avsnitt | Avsnitt | Avsnitt | Avsnitt | Avsnitt | Avsnitt | Avsnitt | Avsnitt | Avsnitt | Avsnitt | Avsnitt | Avsnitt | Avsnitt | Avsnitt | Avsnitt | Avsnitt | Avsnitt | Avsnitt | Avsnitt | Avsnitt |
| Plats | Deltagare | 5       | 5       | 6       | 6       | 7       | 7       | 8       | 8       | 9       | 9       | 10      | 10      | 11      | 11      | 12      | 12      | 13      | 13      | 14      | 14      | 15      |
| ----- | --------- | ------- | ------- | ------- | ------- | ------- | ------- | ------- | ------- | ------- | ------- | ------- | ------- | ------- | ------- | ------- | ------- | ------- | ------- | ------- | ------- | ------- |
| 1     | Catarina  | Bäst    |         | Inne    |         | Låg     | Elim    | Bäst    |         | Bäst    |         | Inne    |         | Bäst    |         | Inne    |         | Bäst    |         | Låg     | Elim    | Vinnare |
| 2     | Daniel    | Inne    |         | Inne    |         | Låg     | Elim    | Inne    |         | Låg     | Elim    | Bäst    |         | Inne    |         | Bäst    |         | Låg     | Elim    | Bäst    |         | Tvåa    |
| 3     | Sofie     | Inne    |         | Bäst    |         | Bäst    |         | Inne    |         | Låg     | Elim    | Låg     | Elim    | Låg     | Elim    | Inne    |         | Inne    |         | Låg     | Elim    |         |
| 4     | Paul      | Inne    |         | Låg     | Elim    | Bäst    |         | Bäst    |         | Bäst    |         | Inne    |         | Inne    |         | Låg     | Elim    | Låg     | Elim    |         |         |         |
| 5     | Elin      | Inne    |         | Låg     | Elim    | Bäst    |         | Inne    |         | Bäst    |         | Inne    |         | Låg     | Elim    | Låg     | Elim    |         |         |         |         |         |
| 6     | Mikaela   | Låg     | Elim    | Inne    |         | Låg     | Elim    | Låg     | Elim    | Låg     | Elim    | Låg     | Elim    | Låg     | Elim    |         |         |         |         |         |         |         |
| 7     | Sami      | Låg     | Elim    | Inne    |         | Låg     | Elim    | Låg     | Elim    | Bäst    |         | Låg     | Elim    |         |         |         |         |         |         |         |         |         |
| 8     | Joacim    | Låg     | Elim    | Inne    |         | Bäst    |         | Låg     | Elim    | Låg     | Elim    |         |         |         |         |         |         |         |         |         |         |         |
| 9     | Hassan    | Inne    |         | Låg     | Elim    | Bäst    |         | Låg     | Elim    |         |         |         |         |         |         |         |         |         |         |         |         |         |
| 10    | Rizwan    | Inne    |         | Inne    |         | Låg     | Elim    |         |         |         |         |         |         |         |         |         |         |         |         |         |         |         |
| 11    | Jenny     | Inne    |         | Låg     | Elim    |         |         |         |         |         |         |         |         |         |         |         |         |         |         |         |         |         |
| 12    | Linn      | Låg     | Elim    |         |         |         |         |         |         |         |         |         |         |         |         |         |         |         |         |         |         |         |

| Inne – Deltagaren gick vidare i tävlingen. – Deltagaren behövde inte delta i denna tävling. Bäst – Deltagaren hade den bästa rätten i den tävlingen och gick vidare. Bäst – Deltagaren var medlem i det vinnande laget och gick vidare. Låg – Deltagaren presterade sämst eller förlorade lagtävling och hamnade i elimineringstävling. | Elim – Deltog i en elimineringstävling och gick vidare med den bästa rätten. Elim – Deltog i en elimineringstävling och gick vidare. Elim – Deltog i en elimineringstävling och var sist att gå vidare. Elim – Deltog i en elimineringstävling och blev eliminerad. Vinnare – Deltagaren vann Sveriges mästerkock. Tvåa – Deltagaren slutade på en andra plats. |

### Tävlingar
Avsnitt 5 – 27 januari 2016

- Individuell tävling: Deltagarna skulle laga en valfri rätt som representerade sig själva med en annan deltagares varukorg av valda råvaror, på 75 minuter.
Vinnande rätt av Catarina König – Halstrad laxrygg med salladlöksmos, fänkål och citron-[[:en:Beurre blanc|beurre blanc]].

- Elimineringstävling: Deltagarna som presterade sämst fick laga en pastarätt enligt förra säsongens vinnare Sandra Mastios recept på 60 minuter.
Rätten som skulle lagas var pasta caramelli fyllda med päron, gorgonzola, ricotta och parmesan.

Avsnitt 6 – 3 februari 2016

- Individuell tävling: Deltagarna deltog i en Mystery Box-tävling, där de skulle laga en huvudrätt med gårdagens rester på 60 minuter.
Vinnande rätt av Sofie Gudmundsson – Pizza på gårdagens rester med potatisaioli.

Ingredienserna var kokt potatis, ugnsrostad klyftpotatis, aubergine, rödlök, rödbetor, rotselleri, paprika, zucchini, oxfilé och palsternacka.
- Elimineringstävling: Deltagarna som presterade sämst fick laga en fiskrätt enligt Leif Mannerströms recept på 60 minuter.
Rätten som skulle lagas var ångkokt piggvarsfilé med vitvinssås.

Avsnitt 7 – 10 februari 2016

- Lagtävling: Lagen skulle laga en valfri förrätt samt huvudrätt med öl som smaksättare, för gäster på Nya Carnegiebryggeriet i Stockholm, på 90 minuter.
Vinnande meny av det orangea laget – Kåldolmar på orre samt gremolata med blåbär och hallon; Stekt ryggbiff med portersås, lökringar och ölskum.

- Elimineringstävling: Deltagarna som presterade sämst fick laga en valfri huvudrätt, där varje ingrediens gav tidsavdrag från totalt 90 minuter.

Avsnitt 8 – 17 februari 2016

- Individuell tävling: Deltagarna skulle laga tre olika sorters tacos helt från grunden på 90 minuter.
Vinnande rätt av Catarina König / Paul Kühlhorn – Taco på tre vis; halstrad tonfisk, kolja och crispy beef. / Taco på tre vis; fishtaco, caribbean tuna och bulgogi.

- Elimineringstävling: Deltagarna som presterade sämst fick delta i en Mystery Box-tävling, och laga en valfri rätt med alla ingredienser på 45 minuter.

Ingredienserna var pilgrimsmussla, benmärg, smör, kapris, schalottenlök, pancetta, blodgrape, potatis, bröd och timjan.
Avsnitt 9 – 24 februari 2016

- Lagtävling: Lagen skulle laga en valfri förrätt samt huvudrätt till tidigare deltagare på Hillenberg i Stockholm, på 90 minuter.
Vinnande meny av det orangea laget – Pilgrimsmussla med kavringscrumb och äppelskum; Saltinbakat hjortinnanlår med skogens tillbehör.

- Elimineringstävling: Deltagarna som presterade sämst fick laga en valfri dessert med citron på 90 minuter.

Avsnitt 10 – 2 mars 2016

- Individuell tävling: Deltagarna skulle laga en valfri vegetarisk rätt på 60 minuter. Gästdomare var Renée Voltaire.
Vinnande rätt av Daniel Lakatosz – Kroppkakor med svampröra och machésallad.

- Elimineringstävling: Deltagarna som presterade sämst fick laga en valfri rätt med kaffe som smaksättare på 60 minuter.

Avsnitt 11 – 9 mars 2016

- Individuell tävling: Deltagarna skulle laga en maträtt med duva enligt Markus Aujalays recept på 75 minuter.
Rätten som skulle lagas var fransk blodduva med karamelliserade äpplen, shiitakemajonnäs och sotad lök.

- Elimineringstävling: Deltagarna som presterade sämst fick laga en valfri rätt med en av tre olika inälvor på 60 minuter.

Råvarorna var kalvbräss, kalvlever eller lammnjure.
Avsnitt 12 – 16 mars 2016

- Individuell tävling: Deltagarna skulle laga en valfri bento bestående av tre olika smårätter i Egami Cooking School i Tokyo, Japan på 90 minuter.
Vinnande meny av Daniel Lakatosz – Sashimi på tonfisk, dashisoppa och tartar på wagyubiff.

- Elimineringstävling: Deltagarna som presterade sämst fick delta i ett smaktest, där de skulle identifiera 15 olika ingredienser i en japansk soppa.

Avsnitt 13 – 23 mars 2016

- Individuell tävling: Deltagarna skulle laga en rätt som deras anhöriga har valt åt dem på 60 minuter.
Vinnande rätt av Catarina König – Ricottafylld tortellini med italienska köttbullar och tomatsås.

- Individuell tävling: De kvarvarande deltagarna fick delta i ett test där de skulle para ihop 15 olika färska kryddor bland 20 torkade kryddor.

- Elimineringstävling: Deltagarna som presterade sämst fick laga en av tre olika rätter som blev vald på 60 minuter.
Rätten som skulle lagas var oxfilé med pommes frites och kryddsmör.

Avsnitt 14 – 30 mars 2016

- Individuell tävling: Deltagarna skulle laga två valfria rätter som representerade deras kokbokskoncept på 120 minuter.
Vinnande meny av Daniel Lakatosz – Laxtataki med nashipäron, dressing och yuzomajonnäs; Grillad entrecôte med chimichurri och potatis- och majskroketter.

- Elimineringstävling: Deltagarna som presterade sämst fick laga en valfri fisksoppa på 60 minuter.

Avsnitt 15 – 6 april 2016

- Final: Deltagarna skulle laga en utvald meny på en förrätt, varmrätt samt dessert valda av juryn på 60, 75 och 150 minuter vardera.
Menyn som skulle lagas var gratinerad hummer, gös med tillbehör samt finaltårta.

## Tittarsiffror
| Avsnitt | Datum            | TV-tittare |
| ------- | ---------------- | ---------- |
| 1       | 13 januari 2016  | 1 219 000  |
| 2       | 14 januari 2016  | 806 000    |
| 3       | 20 januari 2016  | 1 107 000  |
| 4       | 21 januari 2016  | 872 000    |
| 5       | 27 januari 2016  | 1 038 000  |
| 6       | 3 februari 2016  | 1 200 000  |
| 7       | 10 februari 2016 | 1 155 000  |
| 8       | 17 februari 2016 | 948 000    |
| 9       | 24 februari 2016 | 999 000    |
| 10      | 2 mars 2016      | 1 013 000  |
| 11      | 9 mars 2016      | 975 000    |
| 12      | 16 mars 2016     | 951 000    |
| 13      | 23 mars 2016     | 1 015 000  |
| 14      | 30 mars 2016     | 1 037 000  |
| 15      | 6 april 2016     | 1 146 000  |

Källa: MMS

## Källhänvisningar
1. ↑  De kämpar om att bli Sveriges mästerkock 2016, TV4-Gruppen, läst 21 januari 2016.
2. ↑  Här är alla deltagare 2016, Expressen, läst 21 januari 2016.
3. ↑  ”Mediamätning i Skandinavien”. Arkiverad från originalet den 21 februari 2016. https://web.archive.org/web/20160221070857/http://hottoptv.mms.se/.